# ديفيد كامبل
ديفيد كامبل (بالألمانية: David Campbell (Physiker)) (و. 1944 – م) هو فيزيائي، وأستاذ جامعي من الولايات المتحدة الأمريكية .

## جوائز
حصل على جوائز منها:
- Lilienfeld Prize (2010).